# Calvitimela perlata
Calvitimela perlata är en lavart som först beskrevs av Haugan & Timdal, och fick sitt nu gällande namn av R. Sant. 2004. Calvitimela perlata ingår i släktet Calvitimela och familjen Tephromelataceae.   Inga underarter finns listade i Catalogue of Life.